# Streblosiopsis cupulata
Streblosiopsis cupulata är en måreväxtart som beskrevs av Theodoric Valeton. Streblosiopsis cupulata ingår i släktet Streblosiopsis och familjen måreväxter. Inga underarter finns listade i Catalogue of Life.